# Sam Fang Kaen
Sam Fang Kaen (Thai สามฝั่งแกน, andere Schreibweise: Samfangkaen, auch: Sam Phraya Fang Kaen; * 1389 in Chiang Mai; † im 15. Jahrhundert) war zwischen 1401 und 1441 der 8. König der Mengrai-Dynastie von Lan Na in der Nordregion des heutigen Thailand.

## Leben und Wirken
Sam Fang Kaen folgte seinem Vater Saen Mueang Ma 1401 mit Hilfe seines Onkels Mun Lok auf den Thron von Lan Na, der daraufhin zum Chao Simoen (der Titel für den Herrscher von Phayao) gemacht wurde. Der ältere Bruder von Sam Fang Kaen, Thao Yikumkam, war Herrscher in Chiang Rai und versuchte ihn mit Unterstützung von Sukhothai zu stürzen, doch gelang dieses Vorhaben nicht.
Seit der Herrschaft des Kue Na hatte Lan Na keinen Tribut mehr an die Ho in Yunnan geleistet. Daraufhin griffen diese Lan Na an, umzingelten 1404/05 die Stadt Chiang Saen und zwangen damit Sam Fang Kaen, Truppen aus Chiang Mai, Fang, Chiang Rai, Chiang Khong und Phayao auszuheben und sich ihnen entgegenzustellen. Nachdem er die Ho besiegt hatte, verfolgte er sie bis nach Sipsong Panna (heute: Xishuangbanna). Sam Fang Kaen ließ im Anschluss den Ort Mueang Yong Huai nördlich von Chiang Saen anlegen, um gegen weitere Angriffe aus dem Norden gewappnet zu sein.
In den Folgejahren erhielt Sam Fang Kaen den Frieden für lange Zeit und wurde als weiser Herrscher gepriesen. Er residierte in Chiang Mai und nicht wie seine Vorgänger in Chiang Rai. Er ernannte seinen ältesten Sohn als Maha Uparat.
In seiner Regierungszeit wurde Wat Chedi Luang fertiggestellt. Seine Mutter besuchte täglich die Baustelle, um sich vom Fortschritt der Arbeiten zu überzeugen. Da sie ihre Residenz in Ban Suan He (auch: Ban Suan Rae), südwestlich vor der Stadt hatte, ließ der König für sie ein neues Stadttor, das Suan-He-Tor, in die Stadtmauer einbauen. Manche Historiker meinen, es sei hiermit das Pratu Suan Prung (Suan-Prung-Tor) im Südwesten der Stadt gemeint.
Im Jahr 1434 soll in Chiang Rai während eines Gewitters eine Chedi vom Blitz getroffen worden sein. In den Trümmern entdeckte man eine Buddha-Statue. Als sie im Viharn des Tempels aufgestellt worden war, bemerkte man, dass durch eine Bruchstelle ein grüner Schimmer drang. Als man den Stuck entfernte, kam eine Statue aus grüner Jade zum Vorschein, der heute hoch verehrte Smaragd-Buddha. König Sam Fang Kaen wollte ihn von einem Elefanten in seine Hauptstadt Chiang Mai bringen, aber das störrische Tier wählte den Weg nach Lampang, wo die Statue dann für die folgenden 32 Jahre im Wat Phra Kaeo Don Thao aufbewahrt wurde.
1441/2 wurde er schließlich während seiner Abwesenheit von seinem Sohn Thao Lok vom Thron verdrängt und dann nach Fang abgeschoben. Wenig später (1443) aber wurde er auf Anraten von Mun Lok gezwungen, sich wieder zum Goldenen Palast in Chiang Mai zu begeben. Über sein weiteres Schicksal ist nichts bekannt.